# Lista de espécies de pinguim
As espécies de pinguim abrangem todas as espécies extantes e extintas da família Spheniscidae. O número de espécies existentes é sujeito a debate entre investigadores, sendo entre 17 e 20 espécies, sendo 18 o número mais consensual atualmente. Há mais espécies fósseis de pinguins do que vivas, tendo a primeira espécie de pinguim extinta (Palaeeudyptes antarcticus) sido descrito em 1859 por Thomas Huxley.
Inicialmente, os juvenis de pinguim-rei eram considerados uma espécie à parte, uma vez que eram bastante distintos na sua plumagem dos adultos.
Três grupos de Pinguim-saltador-da-rocha, inicialmente consideradas subespécies de Eudyptes chrysocome, são agora consideradas espécies distintas, após estudos moleculares, e comprovado por caracteres morfológicos e distribuição geográfica. Foram assim divididas em Eudyptes chrysocome, E. moseleyi e E. filholi.
O taxon Eudyptula minor foi em tempos proposto ser dividido em dois, E. minor e E. albosignata, no entanto uma revisão das evidências por Kinsky e Falla  em 1976 reconheceu apenas uma espécie, com seis subespécies. Estudos moleculares mais recentes reconhecem a existência de estruturação geográfica em pelo menos duas linhagens, mas é debatível se são espécies diferentes ou populações.

## Espécies extantes e extintas
Lista atualizada de acordo com Marples (1962), Acosta Hospitaleche (2004), e Ksepka et al. (2006).

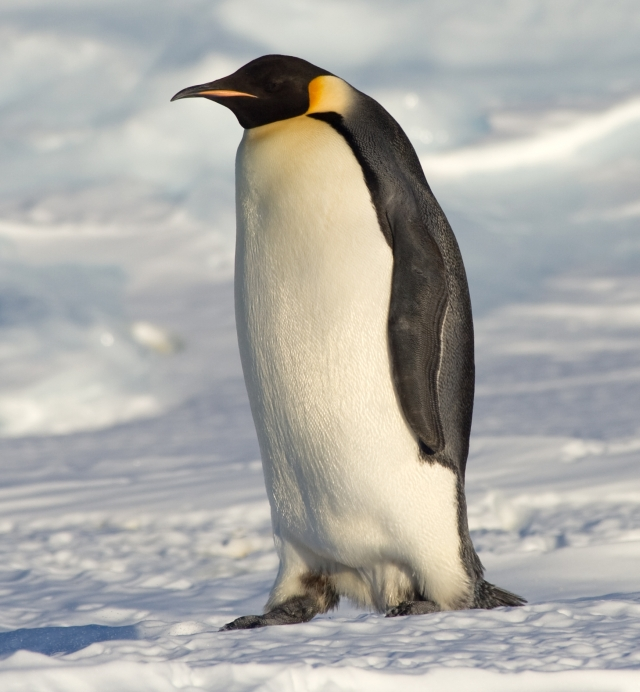
Pinguim-imperador.

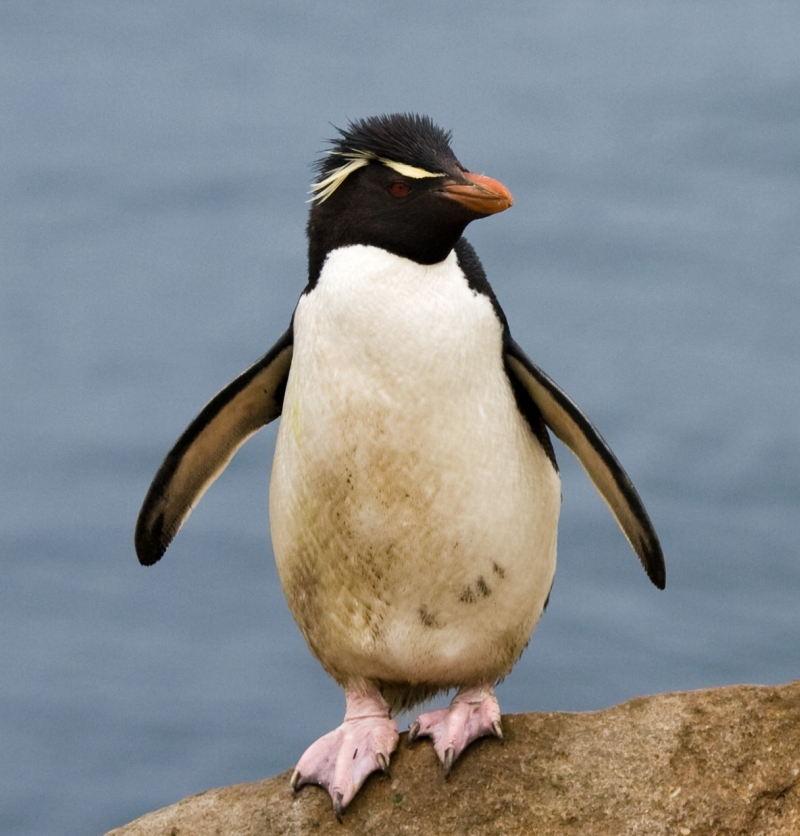
Pinguim-saltador-da-rocha.

Subfamilia Spheniscinae – pinguins modernos
| Imagem | Género                         | Living species |
| ------ | ------------------------------ | --- |
|        | Aptenodytes Miller,JF, 1778    | - Pinguim-rei, Aptenodytes patagonicus - Pinguim-imperador, Aptenodytes forsteri - †Pinguim-de-ridgen, Aptenodytes ridgeni (Plioceno) |
|        | Pygoscelis Wagler, 1832        | - Pinguim-de-adélia, Pygoscelis adeliae - Pinguim-de-barbicha, Pygoscelis antarctica - Pinguim-gentoo, Pygoscelis papua |
|        | Eudyptula Bonaparte, 1856      | - Pinguim-azul, Eudyptula minor - Eudyptula novaehollandiae - Eudyptula albosignata |
|        | Spheniscus Brisson 1760        | - Pinguim-de-magalhães, Spheniscus magellanicus - Pinguim-de-humboldt, Spheniscus humboldti - Pinguim-das-galápagos, Spheniscus mendiculus - Pinguim-africano, Spheniscus demersus |
|        | Megadyptes Milne-Edwards, 1880 | - Pinguim-de-olho-amarelo, Megadyptes antipodes - †Pinguim-waitaha, Megadyptes waitaha |
|        | Eudyptes Vieillot, 1816        | - Pinguim-de-fiordland, Eudyptes pachyrhynchus - Pinguim-das-snares, Eudyptes robustus - Eudyptes sclateri - Pinguim-saltador-da-rocha, Eudyptes chrysocome - Eudyptes filholi - Eudyptes moseleyi - Pinguim-real, Eudyptes schlegeli - Pinguim-macaroni, Eudyptes chrysolophus - †Eudyptes chathamensis |

## Géneros extintos
Ordem Sphenisciformes
- Basal e taxa não resolvidos (todos fósseis)
  - Anthropodyptes
  - Arthrodytes
  - Aprosdokitos Hospitaleche, Reguero & Santillana 2017
  - Crossvallia
  - Ichthyopteryx Wiman 1905
  - Kupoupou
  - Kaiika Fordyce & Tomas 2011
  - Korora
  - Inguza
  - Muriwaimanu
  - Nucleornis
  - Orthopteryx Wiman 1905
  - Palaeoapterodytes
  - Pseudaptenodytes
  - Sequiwaimanu
  - Tasidyptes Van Tets & O’Connor 1983 nomen dubium (Hunter Island penguins)
  - Tereingaornis
  - Tonniornis
  - Wimanornis
- SpheniscidaeUma reconstrução do género de pinguim extinto Icadyptes
  - Waimanu Jones, Ando & Fordyce 2006
  - Kumimanu Mayr, 2017
  - Delphinornis Wiman 1905
  - Marambiornis Myrcha et al. 2002
  - Mesetaornis Myrcha et al. 2002
  - Perudyptes Clarke et al. 2007
  - Anthropornis Wiman 1905
  - Palaeeudyptes Huxley 1859
  - Icadyptes Clarke et al. 2007
  - Pachydyptes Oliver 1930
  - Inkayacu Clarke et al. 2010
  - Kairuku Ksepka et al. 2012
  - Paraptenodytes Ameghino 1891
  - Archaeospheniscus Marples 1952
  - Duntroonornis Marples 1953
  - Platydyptes Marples 1952 [7]
  - Dege Simpson 1979
  - Marplesornis Simpson 1972

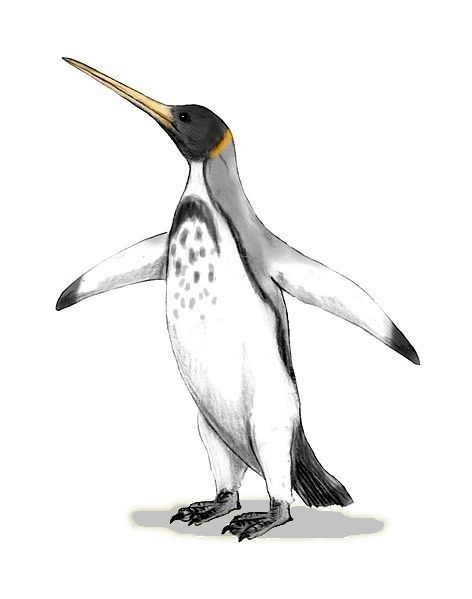
Uma reconstrução do género de pinguim extinto Icadyptes

  - Subfamília Palaeospheniscinae  (fóssil)
    - Eretiscus Olson 1986
    - Palaeospheniscus Moreno & Mercerat 1891  – inclui Chubutodyptes

  - Subfamília Spheniscinae
    - Spheniscidae gen. et sp. indet. CADIC P 21[8]
    - Spheniscidae gen. et sp. indet.[9]
    - Madrynornis